# Asqués
Asqués es una localidad española actualmente perteneciente al municipio de Sabiñánigo, en la provincia de Huesca. Pertenece a la comarca del Alto Gállego, en la comunidad autónoma de Aragón.